# Heteropsylla quassiae
Heteropsylla quassiae är en insektsart som beskrevs av Crawford 1914. Heteropsylla quassiae ingår i släktet Heteropsylla och familjen rundbladloppor. Inga underarter finns listade i Catalogue of Life.